# Осада Портсмута
Осада Портсмута (англ. Siege of Portsmouth) — одно из первых вооружённых столкновений Первой английской гражданской войны, осада войсками парламента крепости города Портсмут, которую удерживал отряд под командованием графа Горинга. Когда парламент узнал, что Горинг поддерживает короля, Портсмут был блокирован с моря флотом графа Уорика, а на суше армия начала осаду 10 августа. Джон Мелдрам построил осадную батарею, которая 20 августа начала обстрел города. 4 сентября армия парламента сумела захватить Южный замок Потсмута, главное укрепление города, после чего остатки гарнизона капитулировали. Им удалось добиться хороших условий капитуляции, поскольку они угрожали в противном случае взорвать запасы пороха в Квадратной башне Портсмута.

### Статьи
- Joyce L. Malcolm. A King in Search of Soldiers: Charles I in 1642 (англ.) // The Historical Journal. — Cambridge University Press, 1978. — Vol. 21, iss. 2. — P. 251-273.